# Кузнецов, Глеб Петрович
Глеб Петрович Кузнецов (11 февраля 1903, Тифлис — 29 сентября 1966, Москва) — советский киноактёр, участник Великой Отечественной войны.

## Биография
Родился 11 февраля 1903 года в Тбилиси в полноценной семье матери, которая работала акушеркой и отца, который являлся педагогом.
Учился в Тбилисской гимназии, затем после её окончания перебрался в Москву. Во время поиска учёбы, временно работал уполномоченным дирекции в Акционерном обществе «Фибролиноксин». В 1924 году Кузнецов стал студентом актёрского отделения Государственного техникума кинематографии. В период учёбы начал сниматься в эпизодических ролях и работал помощником режиссёра. В 1928 году окончил техникум, после чего был направлен для стажировки в Ленинградскую кинокомпанию «Совкино», позже в Ленфильм. В 1931 году перешёл в штат «Межрабпомфильма», где был заместителем директора первого объединения. В 1936 году трудился на киностудии «Мотехфильм». В 1939 году перешёл работать в «Мосфильм» по приглашению человека.
Во времена Великой Отечественной войны Кузнецов был назначен начальником эвакуации всего «Мосфильма», руководил отправкой товарных вагонов. После выполненных задач появился в качестве добровольца в военкомат, позже был отправлен на фронт. Воевал в качестве командира медсанбата, начальника штаба батальона, командира заградительного отряда, офицера связи дивизии. В 1944 году у Кузнецова были ранены обе ноги, из которых одну ампутировали и дали инвалидность ll группы, после чего был демобилизован и награждён военными наградами. В 1945 году вернулся на «Мосфильм» в качестве директора картин, работая с многими выдающимися на то время режиссёрами.
По мимо основной сферы деятельности являлся общественным деятелем. Избирался в фабком студии, был в должности внештатного сотрудника по кадрам. В 1960 году в Бюро директоров занимал должность заместителя председателя, потом председателя бюро. В 1957 году был напечатан в книге кинокиностудии «Мосфильма».
Ушёл из жизни 29 сентября 1966 года в Москве. Были съёмки фильма в один из жарких летних дней и у мужчина случился инсульт. Урна с прахом захоронена в могиле его родственников на Новодевичьем кладбище.

### Личная жизнь
- Жена — Ольга Германовна Ленская, актриса театра и кино. В их семье появилось двое творческих сыновей, Александр и Алексей[1].

## Фильмография
- 1927 — Приходите завтра — Гордеев
- 1928 — Ровно в четыре — секретарь Эдуарда Хегга
- 1930 — Ветер с порогов — техник
- 1929 — Соперницы — Ядыгар Изиров
- 1929 — Транспорт огня — революционер Крот (главная роль)
- 1930 — Пахари моря — рыбак Пётр (главная роль)
- 1932 — Мёртвый дом — солдат гвардии
- 1938 — Болотные солдаты — немецкий коммунист
- 1940 — Веселей нас нет — Константин Коржёв

## Награды
- Медаль «За боевые заслуги»[1].
- Медаль «За победу над Германией в Великой Отечественной войне 1941—1945 гг.»[1].
- Орден Отечественной войны || степени[1].